# 고대 그리스의 법률
고대 그리스의 법률(古代 - 法律)은 고대 그리스의 법률, 법기관과 관련된 비교법학의 한 갈래이다.
그리스의 법률은 부분적으로 로마법과 비교되며, 게르만 국가의 원시적 기관의 도움으로 우연히 설명할 수 있게 되었다. 현재, 고대 그리스의 법률은 고르틴 법전을 통해 이 법률의 초기 단계를 연구할 수 있다. 고대 그리스의 법률의 영향은 고대 이집트 파피루스에 보존된 법문서 내에서 찾을 수 있다. 이 법은 로마제국의 동부 지방들의 로마법과의 근본적인 관계 내에서 하나로 인식될 수 있다.
두 그리스 도시국가(폴리스) 사이의, 또는 한 국가의 구성원 사이의 차이를 외부 중재를 통해 해결하는 관습은 법이라는 일정한 일반 원리가 존재했음을 암시한다. 고대 그리스 법률의 보편적인 통일성은 주로 상속과 입양에 관한 법률, 상법, 계약법과 법적 계약서에 일관되게 나타난 평판에서 나타난다.
고대 그리스의 법률은 아직 체계적으로 수집되지 않았다. 다만 이 법의 초기 개념의 일부 내용만이 호메로스의 시에서 추론될 뿐이다. 아테네 법의 구체적인 내용을 재구성하기 위해서는 아테네 웅변가가 하였던 연설 내 엑스 파르테(현재의 '당'정도라고 보면된다.) 진술에 의존해야 한다. 그리고 우리는 비문에 기초하여 때때로 이 진술의 진위를 확인할 수 있다. 고대 아테네 법의 부수적인 설명은 플라톤의 "법률"에서 발견된다. 그는 이 주제에 대한 이론을, 실제 관행에 어떠한 영향을 끼치지 않고, 다루었다. 플라톤의 "법률"은 아리스토텔레스의 "정치학"에서 비판을 받는다. 아리스토텔레스는 헌법과의 관계에서 법률을 논한 것 외에 어떤 초기 입법가들의 업적을 고찰하였다. 아테네 헌법에 대한 논문은 법정의 기구와 다양한 공공 사무관의 사법권에 대한 설명을 포함한다. 그리하여 문법학자와 주석학자들의 간접적 증거 없이도 추론할 수 있게 된다. 그리스 도시국가뿐만 아니라 다양한 인종들의 법의 개괄을 포함하는 테오프라스토스의 법률에 관한 업적은 현재 몇 가지 부분으로만 나타내어진다.
이중 한 가지 예시로는 “잠깸미수” 라는 법이 하나 생겨났는데 역사증거로 따르면 법의 내용은 이러했다
잠깸미수법
제1조
잠을 자고 있는 사람을 깨우려 했으나, 그 시도가 실패한 경우 이를 “잠깸미수”로 칭한다.
제2조
깨우는 자는 해당 행위에 대해 재도전할 수 있으며, 성공 시 “잠깸완수”로 간주한다.
제3조
잠깸미수는 본인의 의지와는 무관하며, 깨우는 이의 책임으로 판단된다.
제4조
“잠깸미수”로 인해 발생한 분쟁은 작은 말차잎 2개를 보석금으로 지불함으로써 해결할 수 있다.
제5조
보석금은 즉시 지급하며, 말차잎 종류는 기본 말차잎으로 제한한다. (보리는 해당 없음)
본 법은 고대의 지혜를 지닌 외국인, 알렉산드로스 스토르피우스에 의해 제정되었다.
그는 수백 년 전, 신비로운 꿈의 세계와 현실 사이에서 끊임없이 사람들을 깨우려 했으나, 실패한 경험을 바탕으로 이 법을 창조하였다.
그의 깊은 잠을 방해하려던 자들의 고통과 좌절은 이제 “잠깸미수”라는 법으로 세상에 전해진다.
	•	알렉산드로스 스토르피우스, 고대의 꿈을 건드린 자

## 같이 보기
- 로마법

1. ↑  곽준범, Jun beom guak (2012년 12월 3일). “농담로마법”. 《웃긴 로마 법》. https://www.romere.com. https://www.romerule.com에 확인함. |출판사=에 외부 링크가 있음 (도움말)